# Observatoire linguistique
Het Observatoire linguistique is een taalkundig onderzoeksinstituut dat zich ten doel heeft gesteld alle talen en dialecten van de wereld op een innovatieve manier in kaart te brengen.
De organisatie werd in 1983 in Quebec opgericht en in Frankrijk geregistreerd, maar is inmiddels in Wales en Parijs gevestigd. Er wordt gewerkt zonder politiek of religieus oogmerk, maar met een duidelijke ideologie, die misschien het beste richting humanistisch kan worden ingeschaald. De werkwijze is erop gericht de wereld als eenheid zonder staatkundige of andere grenzen in kaart te brengen, puur op basis van de taalvarianten die gesproken worden en de relaties daartussen, waarbij de inzet is deze op een manier te duiden die meer verband houdt met de (on)mogelijkheden voor onderlinge communicatie dan met andere aspecten.
Hiervoor is een classificatiesysteem ontwikkeld op basis van lexicale overeenkomst tussen het basisvocabulaire van verschillende taalvarianten en daar dan enige filologische (historisch-linguïstische) en geografische verbanden bij aangeeft in de vorm van door hen zogenoemde 'phylozones' en 'geozones'.
In 1999 publiceerde Linguasphere The Linguasphere Register of the World's Languages and Speech Communities met een overzicht van de twintigste eeuw en men hoopte in 2006 een tweede editie uit te geven die het begin moest zijn van een dynamisch bijgehouden overzicht voor de 21e eeuw om ook veranderingen en ontwikkelingen (o.a. taalverschuivingen) te kunnen volgen. Hiertoe wilde men een actieve community laten groeien, die onder meer gebruikmaakt van projecten op scholen en universiteiten die in het kader van doorlopende leerprogramma's regelmatig de gegevens over lokale taalontwikkelingen doorspelen.
Een van de nevendoelstellingen is het opzetten van een classificatie met alpha-4-codes voor alle talen/taalvarianten van de wereld voor gebruik in computersystemen, functioneel vergelijkbaar met de huidige ISO 639-x en de SIL-codes uit de Ethnologue (een andere, meer klassiek georganiseerde inventaris van vrijwel alle talen).